# Phare de Vattarnes
Le phare de Vattarnes est un phare situé sur la côte méridionale du Reyðarfjörður dans la région d'Austurland.